# ARC (タンパク質)
ARC（activity regulated cytoskeleton associated protein）は神経可塑性と関係するタンパク質であり、ヒトではARC遺伝子にコードされる。1995年に初めて特性解析がなされた。ARCは最初期遺伝子（IEG）の1つであり、タンパク質合成阻害剤の存在下で迅速に転写が活性化される。ARCのmRNAは活性化されたシナプス部位にNMDA受容体依存的に局在し、そこで新たに翻訳されたタンパク質は学習や記憶と関連した分子過程に重要な役割を果たしていると考えられている。ARCタンパク質は、その活性制御、局在、脳の可塑性変化のマーカーとしての有用性から、神経生物学における重要性が広く認識されている。ARCタンパク質産生の機能不全は、健忘、アルツハイマー病、自閉症スペクトラム障害、脆弱X症候群など、さまざまな神経疾患の理解において重要な因子であることが示唆されている。EGR1やHOMER1など他のIEGとともに、ARCもまたシステム神経科学における重要なツールであることがcatFISH（cellular compartment analysis of temporal activity by fluorescence in situ hybridization）テクノロジーの開発によって示されている。

## 遺伝子
ARC遺伝子はヒトでは8番染色体、マウスでは15番染色体、ラットでは7番染色体に位置しており、脊椎動物の生物種間で保存されている。ARCは、細胞皮質の形成に関与する細胞骨格タンパク質スペクトリンとの低い配列相同性を示す。活動依存的なARCの転写を媒介するプロモーター、エンハンサー領域がいくつか同定されており、転写開始部位の約1.5 kb上流には血清応答性エレメント（serum response element、SRE）、約6.5 kb上流に2つ目のSRE、そして約7 kb上流にはシナプス活動応答性エレメント（synaptic activity response element、SARE）が位置し、この配列にはCREB、MEF2、 SRFの結合部位が含まれている。
ARCのmRNAの3' UTRには神経の樹状突起への局在に必要なシスエレメントのほか、2つのエクソンジャンクション複合体（EJC）部位が含まれており、そのためNMDの標的となっている。また、細胞質のARCのmRNAが活性化されたシナプスへ移動するために重要なのは、hnRNP A2が結合する11ヌクレオチドの配列である。
ARC遺伝子はTy3-gypsyレトロトランスポゾンに起源を持ち、それが神経間コミュニケーションの媒介に転用されたと推測されている。

## タンパク質
ARCタンパク質の全長は396残基であり、N末端領域が1–25番、C末端領域が155–396番、26番から154番はコイルドコイルドメインであると推測されている。スペクトリンとの相同性領域はC末端の228–380番残基である。さらに、89–100番はエンドフィリン3、195–214番はダイナミン2の結合部位である。また、351–392番にはPEST配列が含まれ、プロテアソーム依存的分解が行われていることが示唆される。ARCタンパク質はウイルス様のカプシドを形成し、mRNAを詰め込んで細胞間を移行する場合がある。

## トラフィッキング
転写後、ARCのmRNAは核外へ輸送され、3' UTR、アクチン重合、ERKのリン酸化に依存した過程によって神経の樹状突起や活性化シナプスに局在する。mRNAとそこに結合したタンパク質は、キネシン（特にKIF5）によって微小管に沿って核から放射状に輸送され、そしておそらくアクチン上を動くモータータンパク質ミオシンVaによって樹状突起スパインへ移行する。ARCはシナプスでポリソームと結合していることが示されており、また単離されたシナプトニューロソーム画分で翻訳されることから、in vivoでは局所的翻訳が行われている可能性が高い。
シナプスに局在したARCタンパク質は、クラスリンを介したエンドサイトーシスに関与するダイナミンやエンドフィリンと相互作用し、細胞膜からAMPA受容体の除去を促進する。ARC濃度の上昇はAMPA電流の低下をもたらし、ARCをノックアウトすることでAMPA受容体の細胞表面発現が増加する。

## ノックアウト
ARCは初期胚発生において普遍的なシグナル伝達因子として重要な役割を果たしており、原腸形成時の成長やパターン形成に必要とされる。そのため、最初に作製されたArcノックアウトマウスは生存不可能であった。その後、コーディング領域の一部を標的とするのではなく、Arc遺伝子全体を標的としてノックアウトすることでドミナントネガティブ効果を除くことにより、ホモ接合型ノックアウトマウスが作製された。このマウスは生存可能であり、神経構造形成に全体的異常はみられないが、長期記憶の欠陥に加え、GluR1サブユニットの発現上昇と微小興奮性シナプス後電流（mEPSC）の増大がみられる。

## シグナル伝達
ARCの転写産物は、MAPKカスケードの活性化に伴って誘導される。この経路は、細胞成長と生存に重要である。EGFやNGF、BDNFなどの分裂促進因子、NMDA受容体に対するグルタミン酸の作用、D1受容体に対するドーパミンの作用、mGluRに対するジヒドロキシフェニルグリシン（DHPG）の作用など、神経の樹状突起へのさまざまな細胞外シグナルはシナプス後部位を活性化してARCの濃度を上昇させる。これらのシグナル伝達分子は共通して、cAMPとその下流の標的であるプロテインキナーゼA（PKA）の活性化を伴う。また、フォルスコリンや8-Br-cAMPによるcAMPの直接的な薬理的活性化もARC濃度を強く高め、一方PKAのアンタゴニストであるH-89や下流に位置するMAPKK（MEK）の阻害によってこれらの効果は遮断される。
MAPKは核へ移行し、最初期遺伝子の調節への関与が示唆されるいくつかの遺伝子調節因子に対しリン酸基転移活性を発揮する。ARC遺伝子の調節に関与していることが知られている転写因子には、SRF、CREB、MEF2、EGR1などがある。

## 行動への影響
ARCのmRNAやタンパク質の変化は、手がかり恐怖条件づけ、文脈恐怖条件づけ、空間記憶、オペラント条件づけ、抑制性回避（inhibitory avoidance）などいくつかの行動変化と相関している。mRNAは高頻度刺激（HFS）など長期増強を誘導する電気刺激後に顕著にアップレギュレーションされ、また最大電撃痙攣刺激（MECS）後に全体的に強力に誘導される。

## 昆虫のArc
Arcは動物では複数回獲得された可能性が示されている。Arcは全ての四肢動物で密接に関連している一方で、キイロショウジョウバエDrosophila melanogaster、カイコBombyx mori、アルゼンチンアリLinepithema humileのArcは、他とは異なるイベントでこれらの昆虫の共通祖先に移行したものである可能性がある。